# Pohár vítězů pohárů 1983/1984
Sezóna 1983/84 Poháru vítězů pohárů byla 24. ročníkem tohoto poháru. Vítězem se stal tým Juventus FC.

## Předkolo
| Tým #1       | Celk. | Tým #2    | 1. zápas | 2. zápas |
| ------------ | ----- | --------- | -------- | -------- |
| Swansea City | 1 - 2 | Magdeburg | 1 - 1    | 0 - 1    |

## První kolo
| Tým #1                | Celk.    | Tým #2              | 1. zápas | 2. zápas |
| --------------------- | -------- | ------------------- | -------- | -------- |
| NEC Nijmegen          | 2 - 1    | Brann               | 1 - 1    | 1 - 0    |
| Magdeburg             | 1 - 7    | Barcelona           | 1 - 5    | 0 - 2    |
| Mersin İY             | 0 - 1    | Spartak Varna       | 0 - 0    | 0 - 1    |
| Manchester United     | 3(v) - 3 | Dukla Praha         | 1 - 1    | 2 - 2    |
| Hammarby IF           | 5 - 2    | KF Tirana           | 4 - 0    | 1 - 2    |
| Sligo Rovers          | 0 - 4    | Haka                | 0 - 1    | 0 - 3    |
| Glentoran FC          | 2 - 4    | Paris Saint-Germain | 1 - 2    | 1 - 2    |
| Juventus FC           | 10 - 2   | Lechia Gdańsk       | 7 - 0    | 3 - 2    |
| Valletta              | 0 - 18   | Rangers             | 0 - 8    | 0 - 10   |
| Dinamo Záhřeb         | 2 - 2(v) | Porto               | 2 - 1    | 0 - 1    |
| B 1901                | 3 - 9    | FK Šachtar Doněck   | 1 - 5    | 2 - 4    |
| Servette              | 9 - 1    | Avenir Beggen       | 4 - 0    | 5 - 1    |
| AEK Athény            | 3 - 4    | Újpest              | 2 - 0    | 1 - 4    |
| Wacker Innsbruck      | 3 - 7    | Köln                | 1 - 0    | 2 - 7    |
| Enosis Neon Paralimni | 3 - 7    | KSK Beveren         | 2 - 4    | 1 - 3    |
| ÍA                    | 2 - 3    | Aberdeen            | 1 - 2    | 1 - 1    |

## Druhé kolo
| Tým #1              | Celk.    | Tým #2            | 1. zápas | 2. zápas       |
| ------------------- | -------- | ----------------- | -------- | -------------- |
| NEC Nijmegen        | 2 - 5    | Barcelona         | 2 - 3    | 0 - 2          |
| Spartak Varna       | 1 - 4    | Manchester United | 1 - 2    | 0 - 2          |
| Hammarby IF         | 2 - 3    | Haka              | 1 - 1    | 1 - 2 (prodl.) |
| Paris Saint-Germain | 2 - 2(v) | Juventus FC       | 2 - 2    | 0 - 0          |
| Rangers             | 2 - 2(v) | Porto             | 2 - 1    | 0 - 1          |
| FK Šachtar Doněck   | 3 - 1    | Servette          | 1 - 0    | 2 - 1          |
| Újpest              | 5(v) - 5 | Köln              | 3 - 1    | 2 - 4          |
| KSK Beveren         | 1 - 4    | Aberdeen          | 0 - 0    | 1 - 4          |

## Čtvrtfinále
| Tým #1    | Celk. | Tým #2            | 1. zápas | 2. zápas      |
| --------- | ----- | ----------------- | -------- | ------------- |
| Barcelona | 2 - 3 | Manchester United | 2 - 0    | 0 - 3         |
| Haka      | 0 - 2 | Juventus FC       | 0 - 1    | 0 - 1         |
| Porto     | 4 - 3 | FK Šachtar Doněck | 3 - 2    | 1 - 1         |
| Újpest    | 2 - 3 | Aberdeen          | 2 - 0    | 0 - 3(prodl.) |

## Semifinále
| Tým #1            | Celk. | Tým #2      | 1. zápas | 2. zápas |
| ----------------- | ----- | ----------- | -------- | -------- |
| Manchester United | 2 - 3 | Juventus FC | 1 - 1    | 1 - 2    |
| Porto             | 2 - 0 | Aberdeen    | 1 - 0    | 1 - 0    |

## Finále
| 16. května 1984                           |       |                   |                                                                                 |
| Juventus FC                               | 2 – 1 | Porto             | St. Jakob Stadium, Basilej diváci: 60 000 rozhodčí: Adolf Prokop (East Germany) |
| Beniamino Vignola 13' Zbigniew Boniek 41' |       | António Sousa 29' | St. Jakob Stadium, Basilej diváci: 60 000 rozhodčí: Adolf Prokop (East Germany) |

## Vítěz
| Pohár vítězů pohárů 1983/84 Juventus FC Stefano Tacconi, Antonio Cabrini, Claudio Gentile, Sergio Brio, Gaetano Scirea , Massimo Bonini, Michel Platini, Benjamino Vignola, Marco Tardelli, Paolo Rossi, Zbigniew Boniek, Nicola Caricola Trenér: Giovanni Trapattoni |